# Наум Дојчинов
Наум Дојчинов (XIX век) био је српски резбар и иконописац из Лазаропоља.

## Дело
Наум Дојчинов је крајем XIX века извео бројна резбарска и зографска дела у сеоским црквама у Серском и Драмском крају (данашња Грчка).